# Mario Risso
Mario Pablo Risso Caffiro (* 31. Januar 1988 in Montevideo) ist ein uruguayisch-italienischer Fußballspieler.

## Karriere
Defensivakteur Risso, der auch die italienische Staatsangehörigkeit besitzt, stand mindestens seit der Clausura 2008 im Kader des in der Primera División antretenden Verein Defensor aus Montevideo. In der Saison 2007/08 gehörte der Innenverteidiger dort dem Team an, das die nationale Meisterschaft gewann. In der Rückrunde jener Saison trug er dabei mit neun Ligaeinsätzen und einem Tor zum Erfolg bei. In den folgenden Spielzeiten kam er ebenfalls regelmäßig in der Primera División zum Zug. So absolvierte er 2008/09 25 (kein Tor), 2009/10 26 (kein Tor), 2010/11 20 (kein Tor), in der Clausura 2012 zwei (kein Tor) und 2012/13 20 (ein Tor) Ligaspiele. Er bestritt zudem je nach Quellenlage 11 oder 13 Partien in der Copa Libertadores, acht Begegnungen in der Liguilla Pre-Libertadores 2009 und 12 oder 10 Spiele (zwei Tore) in der Copa Sudamericana. In der Spielzeit 2013/14 kam er in der Apertura 2013 zehnmal (ein Tor) in der Primera División zum Einsatz. Im Februar 2014 schloss er sich auf Leihbasis dem brasilianischen Verein Botafogo an. Die Brasilianer erwarben dabei bereits 40 Prozent der Transferrechte und sicherten sich für den Rest eine Kaufoption. Dort wurde er einmal in der Carioca 1 eingesetzt. Ein Tor erzielte er nicht. Anfang Juli 2014 wechselte er auf Leihbasis zu Náutico Capibaribe und bestritt neun Partien (ein Tor) in der Serie B. Zum 31. Dezember 2014 lief sein Vertrag bei Botafogo aus. Am 28. Januar 2015 wurde seine Rückkehr zu Defensor bestätigt. Er unterschrieb einen zunächst bis Saisonende befristeten Vertrag. In der Clausura 2015 lief er in vier Erstligaspielen (kein Tor) auf. Anschließend wechselte er Mitte Juli 2015 im Rahmen einer Ausleihe zum Club Atlético Huracán nach Argentinien. Dort kam er zu 13 Erstligaeinsätzen (kein Tor) und wurde je einmal (kein Tor) in der Copa Sudamericana 2015 und der Copa Argentina sowie viermal (kein Tor) in der Copa Libertadores 2016 eingesetzt. Im Juli 2017 verpflichtete ihn der mexikanische Verein Celaya FC. Dort spielte er anderthalb Jahre und kehrte dann zurück in die Heimat zum Erstligisten Plaza Colonia. Anschließend war er von 2021 bis 2022 für den Ligarivalen Nacional Montevideo aktiv und gewann dort erneut die Meisterschaft. Seit dem 1. Januar 2023 steht Risso bei den Montevideo Wanderers unter Vertrag.

## Erfolge
- Uruguayischer Meister 2008, 2022